# Kunstsammlungen der Stadt Nürnberg

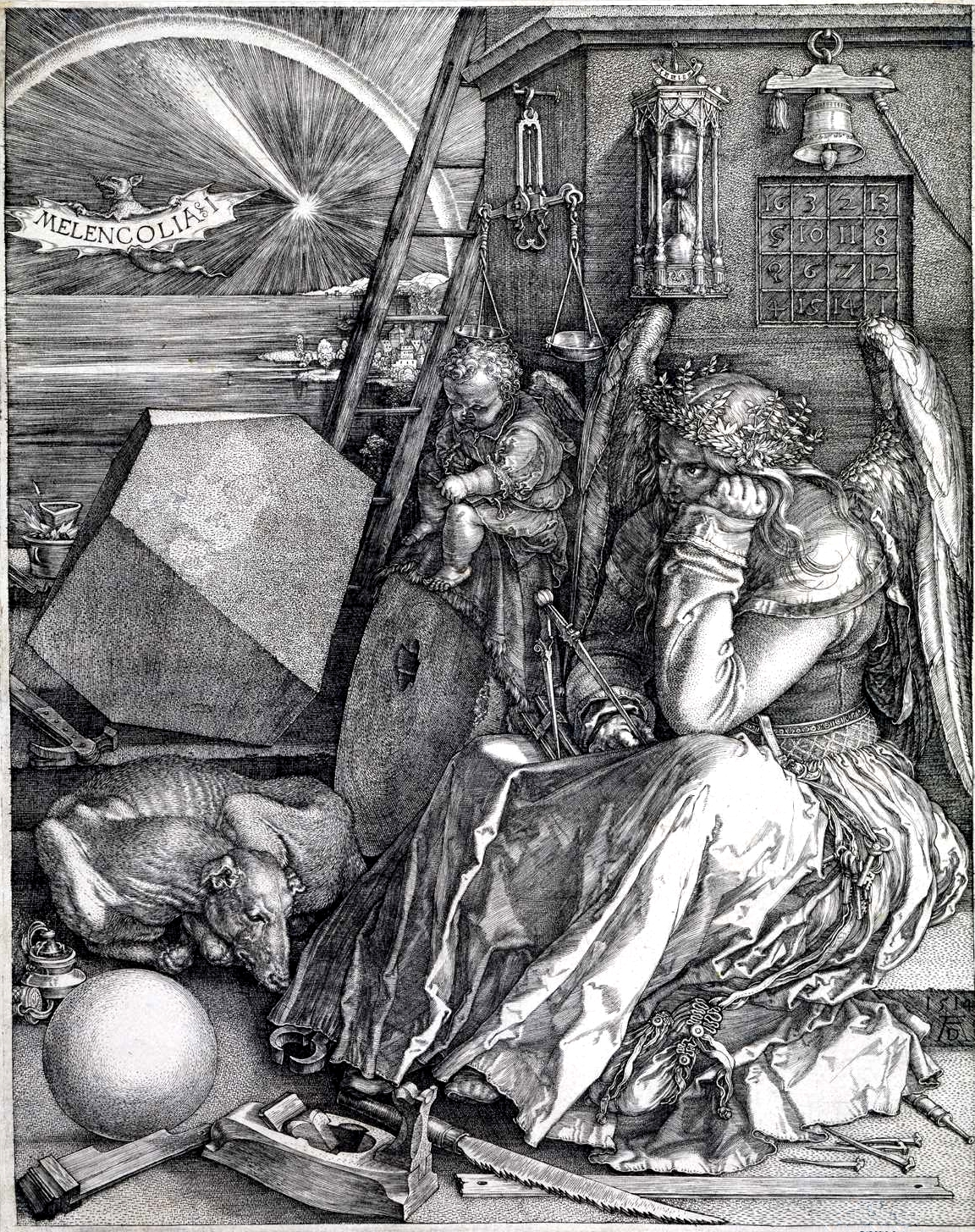
Die Melancholie – Melencolia I von Dürer, 1514

Die Kunstsammlungen der Stadt Nürnberg umfassen eine Vielzahl geschenkter und erworbener Kunstwerke im Besitz der Stadt Nürnberg, die zum Teil in städtischen und anderen Museen oder in öffentlichen Räumlichkeiten zu sehen sind – sie bestehen aus der Gemälde- und Skulpturensammlung und der Grafische Sammlung.
Sie zählen – nach eigenen Angaben – zu den ältesten und größten Kunstbeständen einer Stadt im deutschsprachigen Raum.

## Geschichte
Ab dem 15. Jahrhundert sammelte die Stadt Nürnberg Kunstwerke, die im Rathaus oder in anderen städtischen Gebäuden gezeigt wurden. Ende des 19. Jahrhunderts wurden vermehrt Kunstwerke im Rathaus ausgestellt, ab 1910 dann im neu eröffneten Künstlerhaus Nürnberg, und der im Germanischen Nationalmuseums arbeitende Fritz Traugott Schulz wurde kommissarisch mit der Leitung der Sammlung betraut; am 1. August 1928 wurde er zum Direktor der Städtischen Kunstsammlung Nürnberg bestellt.
Nürnberger und Fränkische Künstler wurden ab 1930 in der neuen Fränkischen Galerie ausgestellt, unter dem nun erstmals verwendeten Namen Städtische Galerie wurden die verbliebenen Gemälde – deutsche und internationale Künstler – weiterhin im Künstlerhaus gezeigt.
Im Zuge der Machtübernahme durch die Nationalsozialisten wurde Schulz am 22. März 1933 verhaftet, nach seiner Freilassung seines Amtes enthoben und in den vorzeitigen Ruhestand versetzt. Sein Nachfolger wurde Fritz Stahl, der sogleich, ab 17. April 1933 eine der ersten als „Schreckenskammer“ bezeichneten Ausstellungen organisierte, die aus der Sammlung aussortierte, „entartete“ Werke zeigte. Am 23. August 1937 beschlagnahmte er in seiner Eigenschaft als „Landesleiter der Reichskunstkammer von Franken“ über 90 Kunstwerke der Sammlung.
Nach dem Ende des Zweiten Weltkriegs wurde Schulz von 1948 bis 1950 erneut – diesmal ehrenamtlich – mit der Leitung der Städtischen Kunstsammlungen betraut.
2013 wurden die im 15. Jahrhundert begonnene Gemälde- und Skulpturensammlung und die 1971 gegründete Grafische Sammlung unter dem Namen Kunstsammlungen der Stadt Nürnberg zusammengefasst.
Ein Teil der Sammlung wird im Stadtmuseum Fembohaus gezeigt, ein weiterer Teil ist als Leihgabe an zahlreichen Museen vergeben, andere Kunstwerke sind in öffentlichen Räumlichkeiten zu sehen oder als Bürobilder an städtische Dienststellen ausgeliehen, weitere Objekte werden in Sonderausstellungen gezeigt. Der Großteil der Kunstwerke wird jedoch in Depots gelagert.

## Dauerleihgaben
Dem 1852 in Nürnberg eröffneten Germanischen Nationalmuseums wurden die gesamten Bestände aus reichsstädtischer Zeit als Dauerleihgabe übergeben. Bis heute ist die Stadt Nürnberg mit über 100.000 Objekten der größte Leihgeber des Germanischen Nationalmuseums.
Dem im Jahr 2000 eröffneten Neuen Museum wurde die komplette Sammlung „Internationaler Kunst“  als Dauerleihgabe übergeben.
An die 2013 eröffnete neue Dauerausstellung in der Nürnberger Kaiserburg wurden verschiedene Objekte als Dauerleihgaben übergeben.
Weitere Dauerleihgaben sind:
- die „Sammlung Fuchs“ mit Ostasiatischen Rollbildern und Zeichnungen im Museum für Asiatische Kunst in Berlin
- die „Sammlung Orth“ mit polnischer naiver Kunst im Museum Europäischer Kulturen in Berlin[2]